# Punta Umbría
Punta Umbría é um município da Espanha na província de Huelva, comunidade autónoma da Andaluzia, de área 38 km² com população de 15 053 habitantes (2016) e densidade populacional de 396 hab/km².
Situa-se a 21 km da capital da provincia, Huelva. Hoje Punta Umbría apresenta uma fisionomia muito distinta da que viram os ingleses, de cuja presença resta a singular arquitetura das casas de madeira nas quais passavam o verão, as quais ainda se conhecem como "casas dos ingleses". Um dos atrativos turísticos da localidade é precisamente uma casa museu onde se recria o modo de vida dos britânicos nesta zona da Andaluzia em finais do século XIX e princípios do século XX.

## Demografia
| Variação demográfica do município entre 1991 e 2016 | Variação demográfica do município entre 1991 e 2016 | Variação demográfica do município entre 1991 e 2016 | Variação demográfica do município entre 1991 e 2016 | Variação demográfica do município entre 1991 e 2016 |
| --------------------------------------------------- | --------------------------------------------------- | --------------------------------------------------- | --------------------------------------------------- | --------------------------------------------------- |
| 1991                                                | 1996                                                | 2001                                                | 2004                                                | 2016                                                |
| 10 031                                              | 10 998                                              | 12 266                                              | 13 089                                              | 15 053                                              |

## Cidades gémeas
- Badajoz (Espanha)